# كربيد اليورانيوم
كربيد اليورانيوم (بالإنجليزي: Uranium carbide ) هو مادة خزفية لها القدرة على تحمل الحرارة، تكونت بواسطة اتحاد اليورانيوم مع ذرة كربون، رقم التسجيل CASهو 12070-09-6 وقد يتحد اليورانيوم مع أكثر من ذرة كربون ليكون كربيدات أخرى (UCx) مثل U2C3 رقم التسجيل له 12076-62-9، UC2 رقم التسجيل له 12071-33-9 

## استخدامه
يستخدم كربيد اليورانيوم وقود نووي في المفاعلات النووية المسرعة للجسيمات كما يستخدم ثاني أكسيد اليورانيوم وبعض مركبات اليورانيوم الأخرى , ويكون عادة على شكل كريات أو أقراص , وقد استخدم مؤخرا وقود للصواريخ النووية الحرارية , كمااستخدمت أمريكا أقراص كربيد اليورانيوم وقود للمفاعل الحصوي ذو الوحدات بدلا عن ثاني أكسيد اليورانيوم الذي تستخدمه ألمانيا في إصدارها.
وللحصول على وقود نووي أخر يتم خلط كربيد اليورانيوم مع كربيد بلوتونيوم ليتكون وقود جديد يسمى كربيد يورانيوم – بلوتونيوم (PuC , Pu2C3)